# Liste des épisodes de Bates Motel
Cet article présente la liste des épisodes de la série télévisée américaine Bates Motel.
| Saison | Saison | Épisodes | Diffusion originale sur A&E | Diffusion originale sur A&E | Diffusion française sur 13e Rue | Diffusion française sur 13e Rue |
| Saison | Saison | Épisodes | Début de saison             | Fin de saison               | Début de saison                 | Fin de saison                   |
| ------ | ------ | -------- | --------------------------- | --------------------------- | ------------------------------- | ------------------------------- |
|        | 1      | 10       | 18 mars 2013                | 20 mai 2013                 | 25 octobre 2013                 | 10 janvier 2014                 |
|        | 2      | 10       | 3 mars 2014                 | 5 mai 2014                  | 14 novembre 2014                | 12 décembre 2014                |
|        | 3      | 10       | 9 mars 2015                 | 11 mai 2015                 | 9 mars 2015                     | 15 mai 2015                     |
|        | 4      | 10       | 7 mars 2016                 | 16 mai 2016                 | 27 mars 2016                    | 29 mai 2016                     |
|        | 5      | 10       | 20 février 2017             | 24 avril 2017               | 5 mars 2017                     | 30 avril 2017                   |

## Liste des épisodes
Légende :
# : Notation standard d'une série (1-02 = épisode 2 de la saison 1)
N° : Numérotation de l'épisode

### Saison 1 (2013)
| #  | N° | Titre Original                 | Titre Français          | Réalisé par    | Écrit par                       | Date de diffusion original | Code de production | Audiences U.S (en millions) |
| -- | -- | ------------------------------ | ----------------------- | -------------- | ------------------------------- | -------------------------- | ------------------ | --------------------------- |
| 1  | 1  | First You Dream, Then You Die  | La Veuve noire          | Tucker Gates   | Kerry Ehrin et Anthony Cipriano | 18 mars 2013               | BATE0101           | 3.04                        |
| 2  | 2  | Nice Town You Picked, Norma... | Suspicions              | Tucker Gates   | Kerry Ehrin                     | 25 mars 2013               | BATE0102           | 2.84                        |
| 3  | 3  | What's Wrong With Norman       | Sueurs froides          | Paul Edwards   | Jeff Wadlow                     | 1er avril 2013             | BATE0103           | 2.82                        |
| 4  | 4  | Trust Me                       | L’étau se resserre      | Johan Renck    | Kerry Ehrin                     | 8 avril 2013               | BATE0104           | 2.30                        |
| 5  | 5  | Ocean View                     | Délivrance              | David Straiton | Jeff Wadlow                     | 15 avril 2013              | BATE0105           | 2.66                        |
| 6  | 6  | The Truth                      | La Peur au ventre       | Tucker Gates   | Carlton Cuse & Kerry Ehrin      | 22 avril 2013              | BATE0106           | 2.93                        |
| 7  | 7  | The Man in Number 9            | L'Homme de la chambre 9 | SJ Clarkson    | Kerry Ehrin                     | 29 avril 2013              | BATE0107           | 2.99                        |
| 8  | 8  | A Boy and His Dog              | L'Art de la taxidermie  | Ed Bianchi     | Bill Balas                      | 6 mai 2013                 | BATE0108           | 2.71                        |
| 9  | 9  | Underwater                     | Pris à la gorge         | Tucker Gates   | Carlton Cuse & Kerry Ehrin      | 1er mai 2013               | BATE0109           | 2.48                        |
| 10 | 10 | Midnight                       | L'Homme de la situation | Tucker Gates   | Carlton Cuse & Kerry Ehrin      | 20 mai 2013                | BATE0110           | 2.70                        |

### Saison 2 (2014)
Le 8 avril 2013, la série a été renouvelée pour une deuxième saison de 10 épisodes diffusée depuis le 3 mars 2014 sur A&E.
| #  | N° | Titre Original         | Titre Français         | Réalisé par        | Écrit par                    | Date de diffusion original | Code de production | Audiences U.S (en millions) |
| -- | -- | ---------------------- | ---------------------- | ------------------ | ---------------------------- | -------------------------- | ------------------ | --------------------------- |
| 11 | 1  | Gone But Not Forgotten | Obsession              | Tucker Gates       | Carlton Cuse & Kerry Ehrin   | 3 mars 2014                | BATE0201           | 3.07                        |
| 12 | 2  | Shadow of a Doubt      | L'Ombre d'un doute     | Tucker Gates       | Kerry Ehrin                  | 10 mars 2014               | BATE0202           | 2.21                        |
| 13 | 3  | Caleb                  | Les Fantômes du passé  | Lodge Kerrigan     | Alexandra Cunningham         | 17 mars 2014               | BATE0203           | 1.84                        |
| 14 | 4  | Check-Out              | État second            | John David Coles   | Liz Tigelaar                 | 24 mars 2014               | BATE0204           | 2.23                        |
| 15 | 5  | The Escape Artist      | L’Échappée belle       | Christopher Nelson | Nikki Toscano                | 31 mars 2014               | BATE0205           | 2.27                        |
| 16 | 6  | Plunge                 | Le Grand Plongeon      | Ed Bianchi         | Kerry Ehrin                  | 7 avril 2014               | BATE0206           | 2.24                        |
| 17 | 7  | Presumed Innocent      | Présumé innocent       | Roxann Dawson      | Alexandra Cunningham         | 14 avril 2014              | BATE0207           | 2.44                        |
| 18 | 8  | Meltdown               | La guerre est déclarée | Ed Bianchi         | Liz Tigelaar & Nikki Toscano | 21 avril 2014              | BATE0208           | 2.10                        |
| 19 | 9  | The Box                | Réminiscences          | Tucker Gates       | Carlton Cuse & Kerry Ehrin   | 28 avril 2014              | BATE0209           | 2.25                        |
| 20 | 10 | The Immutable Truth    | L'Insoutenable Vérité  | Tucker Gates       | Carlton Cuse & Kerry Ehrin   | 5 mai 2014                 | BATE0210           | 2.30                        |

### Saison 3 (2015)
Le 7 avril 2014, la série a été renouvelée pour une troisième saison de 10 épisodes, cette nouvelle saison sera diffusée sur A&E à partir du 9 mars 2015 et en France sur 13e Rue, à partir du 13 mars 2015.
| #  | N° | Titre Original        | Titre Français          | Réalisé par        | Écrit par                                   | Date de diffusion original | Code de production | Audiences U.S (en millions) |
| -- | -- | --------------------- | ----------------------- | ------------------ | ------------------------------------------- | -------------------------- | ------------------ | --------------------------- |
| 21 | 1  | A Death in the Family | Un mort dans la famille | Tucker Gates       | Carlton Cuse & Kerry Ehrin                  | 9 mars 2015                | BATE0301           | 2.14                        |
| 22 | 2  | The Arcanum Club      | Le Club Arcanum         | Tucker Gates       | Kerry Ehrin                                 | 16 mars 2015               | BATE0302           | 1.91                        |
| 23 | 3  | Persuasion            | Persuasion              | Tim Southam        | Steve Kornacki & Alyson Evans               | 23 mars 2015               | BATE0303           | 1.92                        |
| 24 | 4  | Unbreakable           | Inébranlable            | Christopher Nelson | Erica Lipez                                 | 30 mars 2015               | BATE0304           | 1.71                        |
| 25 | 5  | The Deal              | Chantage                | Nestor Carbonell   | Scott Kosar                                 | 6 avril 2015               | BATE0305           | 1.76                        |
| 26 | 6  | Norma Louise          | Norma Louise            | Phil Abraham       | Kerry Ehrin                                 | 13 avril 2015              | BATE0306           | 1.69                        |
| 27 | 7  | The Last Supper       | Une minute d'éternité   | Ed Bianchi         | Philip Buiser                               | 20 avril 2015              | BATE0307           | 1.69                        |
| 28 | 8  | The Pit               | Au bord du précipice    | Roxann Dawson      | Bill Balas                                  | 27 avril 2015              | BATE0308           | 1.76                        |
| 29 | 9  | Crazy                 | Delirium                | Tucker Gates       | Steve Kornacki, Alyson Evans & Torrey Speer | 4 mai 2015                 | BATE0309           | 1.73                        |
| 30 | 10 | Unconscious           | Inconscience            | Tucker Gates       | Carlton Cuse & Kerry Ehrin                  | 11 mai 2015                | BATE0310           | 1.67                        |

### Saison 4 (2016)
Le 15 juin 2015, la série a été renouvelée pour une quatrième saison composée de 10 épisodes. Cette nouvelle saison est diffusée depuis le 7 mars 2016 sur A&E et sera diffusée en version française sur 13e Rue à partir du 27 mars 2016 .
| #  | N° | Titre Original                 | Titre Français                        | Réalisé par        | Écrit par                     | Date de diffusion original | Code de production | Audiences U.S (en millions) |
| -- | -- | ------------------------------ | ------------------------------------- | ------------------ | ----------------------------- | -------------------------- | ------------------ | --------------------------- |
| 31 | 1  | A Danger to Himself and Others | Un danger pour lui-même et les autres | Tucker Gates       | Carlton Cuse & Kerry Ehrin    | 7 mars 2016                | BATE0401           | 1.55                        |
| 32 | 2  | Goodnight, Mother              | Bonne nuit, mère                      | Tim Southam        | Kerry Ehrin & Torrey Speer    | 14 mars 2016               | BATE0402           | 1.45                        |
| 33 | 3  | Til Death Do You Part          | Jusqu'à ce que la mort vous sépare    | Phil Abraham       | Steve Kornacki & Alyson Evans | 21 mars 2016               | BATE0403           | 1.46                        |
| 34 | 4  | Lights of Winter               | Une lueur en hiver                    | T.J. Scott         | Tom Szentgyrorgyi             | 28 mars 2016               | BATE0404           | 1.52                        |
| 35 | 5  | Refraction                     | Faux-semblants                        | Sarah Boyd         | Erica Lipez                   | 11 avril 2016              | BATE0405           | 1.42                        |
| 36 | 6  | The Vault                      | La Clé                                | Olatunde Osansanmi | Scott Kosar                   | 18 avril 2016              | BATE0406           | 1.33                        |
| 37 | 7  | There's No Place Like Home     | Home, Sweet Home                      | Nestor Carbonell   | Philip Buiser                 | 25 avril 2016              | BATE0407           | 1.35                        |
| 38 | 8  | Unfaithful                     | Infidèle                              | Stephen Surjik     | Freddie Highmore              | 2 mai 2016                 | BATE0408           | 1.52                        |
| 39 | 9  | Forever                        | À tout jamais                         | Tim Southam        | Carlton Cuse & Kerry Ehrin    | 9 mai 2016                 | BATE0409           | 1.41                        |
| 40 | 10 | Norman                         | Norman                                | Tucker Gates       | Kerry Ehrin                   | 16 mai 2016                | BATE0410           | 1.50                        |

### Saison 5 (2017)
La série a été renouvelée pour une cinquième et dernière saison de 10 épisodes diffusée depuis le 20 février 2017 sur A&E.
| #  | N° | Titre Original               | Titre Français           | Réalisé par        | Écrit par                      | Date de diffusion original | Code de production | Audiences U.S (en millions) |
| -- | -- | ---------------------------- | ------------------------ | ------------------ | ------------------------------ | -------------------------- | ------------------ | --------------------------- |
| 41 | 1  | Dark Paradise                | Complot de famille       | Tucker Gates       | Kerry Ehrin                    | 20 février 2017            | BATE0501           | 1.34                        |
| 42 | 2  | The Convergence of The Twain | Un dîner presque parfait | Sarah Boyd         | Alyson Evans et Steve Kornacki | 27 février 2017            | BATE0502           | 1.28                        |
| 43 | 3  | Bad Blood                    | Mauvais sang             | Sarah Boyd         | Tom Szentgyorgyi               | 6 mars 2017                | BATE0503           | 1.28                        |
| 44 | 4  | Hidden                       | L'Esquive                | Max Thieriot       | Torrey Speer                   | 13 mars 2017               | BATE0504           | 1.25                        |
| 45 | 5  | Dreams Die First             | Chimères                 | Nestor Carbonell   | Erica Lipez et Kerry Ehrin     | 20 mars 2017               | BATE0505           | 1.36                        |
| 46 | 6  | Marion                       | Marion                   | Phil Abraham       | Carlton Cuse et Kerry Ehrin    | 27 mars 2017               | BATE0506           | 1.30                        |
| 47 | 7  | Inseparable                  | Unis à jamais            | Steph Green        | Freddie Highmore               | 3 avril 2017               | BATE0507           | 1.26                        |
| 48 | 8  | The Body                     | Le Puits                 | Freddie Highmore   | Erica Lipez                    | 10 avril 2017              | BATE0508           | 1.23                        |
| 49 | 9  | Visiting Hours               | La Main au collet        | Olatunde Osunsanmi | Scott Kosar                    | 17 avril 2017              | BATE0509           | 1.22                        |
| 50 | 10 | The Cord                     | Jusqu'à la mort          | Tucker Gates       | Kerry Ehrin et Carlton Cuse    | 24 avril 2017              | BATE0510           | 1.41                        |

## liens externes
- Site officiel
- Liste des épisodes de Bates Motel, sur imdb.com